# Conte di Savoia (transatlantico)
Il Conte di Savoia è stato un transatlantico italiano costruito nel 1932 dai Cantieri Riuniti dell'Adriatico, a Trieste, per conto del Lloyd Sabaudo di Genova. Nel gennaio 1932, incorporata questa società nella nuova Italia Flotte Riunite, la nave passò alle dirette dipendenze di quest'ultima, e, nel 1937, con la riorganizzazione della navigazione civile, a Italia - Società di Navigazione.
La stessa nuova compagnia controllava anche un altro celebre transatlantico italiano, il Rex, simile ma più grande e potente, completato solo due mesi prima del Conte di Savoia.

## Caratteristiche
Aveva una stazza lorda di 48.502 tonnellate ed era tecnicamente un piroscafo, in quanto la propulsione era a vapore: la sala macchine era dotata di dodici caldaie, una centrale elettrica e quattro gruppi turboriduttori che muovevano quattro eliche, con una potenza di 100.000 cavalli. I fumaioli erano due, bassi e larghi e dipinti in rosso, bianco e verde, i colori del tricolore italiano, come tipico sulle navi di linea italiane. La velocità di crociera raggiungeva i 27 nodi.
Fu il primo transatlantico a essere dotato di un sistema per diminuire il rollio in caso di maltempo, composto da tre enormi giroscopi stabilizzatori prodotti dall'azienda statunitense Sperry Corporation. Tale espediente, però, si dimostrò efficace solo in caso di mare non esageratamente mosso e rollio regolare ed inoltre sottoponeva la nave a sforzi strutturali molto elevati. Il Conte di Savoia fu comunque pubblicizzato come "la prima nave che non rolla" ed un apposito ascensore posto a prua consentiva ai passeggeri di scendere nel locale dove erano situati i grossi meccanismi, per vederli all'opera.

## Allestimenti ed interni
La nave offriva quattro livelli di servizio ed era stata pensata per essere dotata di tutti i lussi e le comodità possibili, più ancora del Rex, obiettivo che venne realizzato affidando la progettazione degli interni a Gustavo Pulitzer Finali, il quale ideò tutto fin nei più piccoli dettagli, compresi la carta intestata ed il logo della nave. Ne risultò un ambiente estremamente moderno ed innovativo, che si distaccava definitivamente dai vecchi canoni estetici a cui era legata la maggior parte delle navi costruite fino a quel momento, Rex compreso (seguendo l'esempio dei bastimenti tedeschi Bremen ed Europa). Il complesso delle sale pubbliche era collocato sul ponte dei saloni, con la cosiddetta "galleria della Principessa" che univa facilmente i vari ambienti. All'estrema prua si trovava il giardino d'inverno, con arredi in midollino e lampade di carta pecora, mentre al centro del giardino sorgeva il gran bar, anche chiamato "Il Circolo", con il soffitto decorato a foglia d'argento con la disposizione degli astri sopra Trieste il 28 ottobre 1931 (giorno del varo della nave). Alla base della cupola del bar era incisa la poesia di Lorenzo il Magnifico mentre il bancone, con puntelli in acciaio spazzolato, era detto "Via Lattea". Il soggiorno di prima classe aveva le pareti rivestite in legno lucidato e il soffitto in foglia d'oro brunita o radica lucidata, con tende in velluto di seta bruno o in lino color avorio e intessute di filo d'oro. Sopra al camino vi era un arazzo di Massimo Campigli mentre alle pareti erano appesi dipinti di Gino Severini. La sala da pranzo occupava due ponti in altezza, aveva le pareti con lastre di travertino color miele o cuoio argentato, mentre il soffitto era in foglia d'oro. I pannelli decorativi laterali erano dipinti da Elena Fondra e George Ramon e al centro della sala c'era una statua in bronzo dedicata a Diana, opera di Antonio Maraini. 
La hall di prima classe era rivestita in stucco al soffitto e alle pareti e presentava un pavimento smaltato di blu; sulla parete fu appeso un planisfero con un modellino della nave che veniva spostato ogni giorno per segnalarne la posizione.
L'unica eccezione a queste sale in stile moderno fu il Salone Colonna, ispirato alla galleria dell'omonimo palazzo romano, che fu affidato alla Casa Artistica Coppedè, nel timore che un eccesso di modernismo potesse scontentare la clientela.

## Storia
Varato il 28 ottobre 1931 con madrina la principessa Maria José del Belgio, in seguito regina d'Italia, il Conte di Savoia fu concepito per affiancare il Rex nei collegamenti veloci e di lusso tra Italia ed America settentrionale. Al comando del Comandante Superiore Antonio Lena, entrò in servizio salpando da Genova alla volta di New York il 30 novembre 1932, traversata che rischiò di trasformarsi in un disastro quando una valvola di sicurezza nella sala macchine esplose, squarciando lo scafo nell'opera viva. Per evitare che la nave affondasse durante il suo primo viaggio, come accaduto due decenni prima al famoso Titanic, il marinaio Gennaro Amatruda si fece calare fuori bordo e riuscì a tamponare la falla con travi e cemento a presa rapida; ciò consentì di continuare il viaggio verso New York, dove si sarebbe provveduto in cantiere alle riparazioni.
Il Conte di Savoia non ha mai conquistato il Nastro Azzurro, premio conferito alla nave che eseguiva la traversata atlantica più veloce, anche se il suo unico tentativo a tale riguardo registrò una media di appena 0,4 km/h più lenta rispetto al Rex, che fu l'unica nave italiana a vincere il prestigioso riconoscimento, nel 1933. Il comandante del Conte di Savoia era solitamente Antonio Paris Lena, originario di Riva Trigoso, frazione marinara del comune di Sestri Levante; Lena non volle mai forzare in modo eccessivo i motori, per non sottoporre la nave a sollecitazioni eccessive e non causare disagio fisico ai passeggeri.
Il Conte di Savoia ed il Rex erano gli unici transatlantici italiani in grado di competere con l'agguerrita concorrenza internazionale e furono elementi di orgoglio del regime fascista del dittatore Benito Mussolini, che governava l'Italia all'epoca.
Molti ebrei italiani si servirono del Rex e del Conte di Savoia per fuggire dalle persecuzioni dei regimi totalitari europei dell'epoca, diretti negli Stati Uniti d'America.
Il 25 maggio 1940, prima dell'entrata dell'Italia nella seconda guerra mondiale, il Conte di Savoia fece la sua ultima traversata da New York a Genova, per poi essere spostato a Venezia.
L'11 settembre 1943, ancorato nella laguna di Venezia, il Conte di Savoia venne bombardato per errore da aerei tedeschi (secondo alcuni invece da aerei  dalla RAF inglese) ed affondò parzialmente. Il 16 ottobre 1945 fu rimesso a galla a cura della Società Italiana di Navigazione, che inizialmente intendeva farlo ricominciare a navigare nell'oceano Atlantico, sulle linee da e per il Sud America; tuttavia, verificato lo stato della nave, il suo restauro e riutilizzo furono ritenuti troppo costosi, quindi venne venduta e demolita a Monfalcone nel 1950.

## Galleria d'immagini

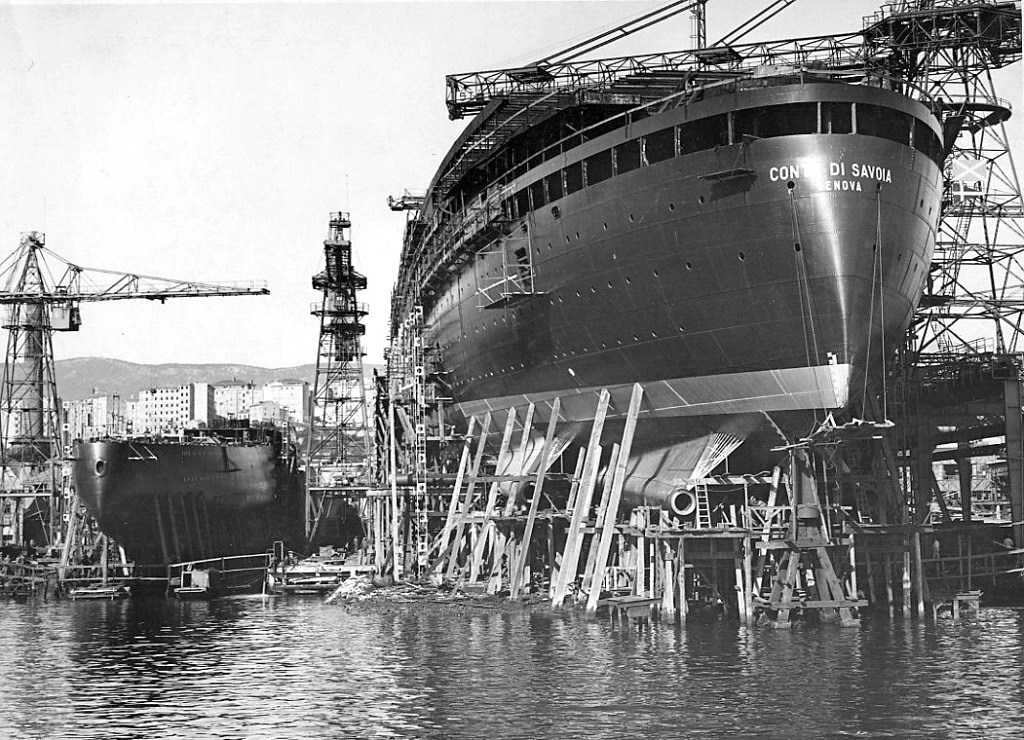
Conte di Savoia in costruzione a Trieste.
Giroscopi stabilizzatori imbarcati sul Conte di Savoia.
Salone principale.
Statue nel salone principale.